# Wolny András Rafael
Wolny András Ráfael (Selmecbánya, 1759 – Nagymuzsaly, 1827. október 17.) botanikus, mineralógus, tanár.

## Életrajza
Tíz évig piarista tanár volt, majd kilépett a rendből és előbb nevelőként működött, majd 1788-tól 1815-ig a karlócai gimnázium tanára, illetve igazgató tanára, végül a Károlyi grófok nagymuzsalyi timsógyárának vezetője lett.

## Munkássága
A Helytartótanács felhívására számos általa gyűjtött növényt küldött az egyetem botanikus kertjének. Támogatta Kitaibel Pál munkáját is. Ő gyűjtött először szerbtövist Magyarországon. Növénytani jegyzetei és gyűjteményei az Magyar Nemzeti Múzeumban vannak.

## Főbb művei
- Historia naturalis elementa (Budapest, 1805)
- Professzor Wolny notata botanica ad floram Hungariae et Sirmii spectanta (kéziratban)